# Marcelino Rodríguez (militar mexicano)
El general Marcelino Rodríguez fue un militar mexicano que participó en la Revolución mexicana. Nació en San Pablo Hidalgo, hoy municipio de Tlaltizapán en el estado de Morelos. En marzo de 1911 ingresó a las fuerzas maderistas bajo las órdenes del general Francisco Mendoza Palma. Organizó su propia guerrilla, con la que combatió, sucesivamente a Francisco I. Madero, Victoriano Huerta y Venustiano Carranza. En agosto de 1914 fue ascendido por el general Emiliano Zapata a general brigadier. Operó en los límites de Morelos y Puebla. Murió en un combate contra las fuerzas del general carrancista Fortunato Maycotte, el 2 de agosto de 1917.